# Johnny Bravo
Johnny Bravo is een Amerikaanse humoristische tekenfilmserie die werd vertoond op het tekenfilmkanaal Cartoon Network en Boomerang.

## Ontstaan
De tekenfilmserie ontstond halverwege de jaren 1990 toen de zender Cartoon Network op zoek ging naar nieuwe tekenfilms die bij de smaak van de kijker zouden aansluiten. Als onderdeel van het programma "What a cartoon!" (ook bekend als "World Premiere Toons") werd een aantal proefafleveringen uitgezonden, waarna de kijker mocht bepalen welke uitzendingen zouden resulteren in een tekenfilmserie. Johnny Bravo behoorde tot de winnaars, evenals de tekenfilms Courage het bange hondje, Cow and Chicken, Dexter's Lab en The Powerpuff Girls.
Johnny Bravo werd gecreëerd door animator Van Partible, wiens afstudeerproject over een onsuccesvolle Elvis-imitator ging (Mess O'Blues). Het idee werd opgemerkt door medewerkers van Hanna-Barbera Cartoons en doorontwikkeld tot een op zichzelf staand personage. Dit werd later Johnny Bravo. In de proefaflevering (Getiteld: "Johnny Bravo") gaat Johnny in de dierentuin op zoek naar een leuke "chick" om te versieren, maar bij zijn aankomst blijkt er een gorilla ontsnapt. Johnny belooft de aantrekkelijke dierenverzorgster dat hij de gorilla wel even terug zal halen, maar de gorilla weet de onnozele Bravo volledig om de tuin te leiden. Johnny zou nog twee afleveringen binnen "What A Cartoon!" krijgen (Jungle Boy in "Mr. Monkeyman" en "Johnny Bravo and the Amazon Women"), waarna een serie over het karakter werd gemaakt.
Het eerste seizoen bestond uit 13 afleveringen, waarna grote veranderingen werden doorgevoerd. De stijl werd moderner en hoekiger, er werden meer vaste personages toegevoegd en Johnny's intelligentie leek behoorlijk te zijn gedaald. Nadat het tweede en derde seizoen deze formule hanteerden, leek het vierde seizoen weer meer op het eerste. Partible werkte niet mee aan seizoen 2 en 3, maar keerde terug voor het laatste seizoen.
In 2011 werd een film van Johnny Bravo gemaakt, "Johnny Bravo goes to Bollywood". Deze ontving gemixte reacties.

## Verhaal
Johnny Bravo is een zeer gespierde kerel met een grote blonde vetkuif en een Elvis-accent. Behalve een zonnebril heeft hij ook het spreekwoordelijke bord voor zijn kop. Zijn bezigheden bestaan uit niet veel meer dan pogingen vrouwen te versieren, meestal zonder succes omdat hij zeer direct, bot en narcistisch te werk gaat. Hij denkt dat hij onweerstaanbaar is voor alle vrouwen, maar zij vinden hem een vervelende macho. 
De enige keer dat het het hem écht lukt, blijkt zijn vriendin 's nachts in een weerwolf te veranderen, en een date via internet die succesvol lijkt blijkt met een antilope die haar vriendje (een krab) jaloers wil maken. Opvallend genoeg werkt zijn botte en directe versiermethode wél wanneer hij deze aan een jonger jongetje leert, dat prompt de vrouw van zijn dromen voor zijn neus wegkaapt.
Bravo woont nog thuis bij zijn moeder (Bunny Bravo), een gezette dame die fan is van Tom Jones. Hij heeft een schattig buurmeisje van zes jaar, little Suzy, dat heimelijk verliefd op hem is. Johnny vindt haar maar vervelend en probeert telkens van haar af te komen.

## Personages
- Johnny Bravo is een knappe, gespierde macho met de stem van Elvis Presley. Hoewel hij zichzelf onweerstaanbaar vindt, heeft hij geen enkele aantrekkingskracht op vrouwen. Dit heeft o.a. mee te maken dat hij vooral zichzelf het belangrijkst vindt en iedereen, exclusief zijn moeder, op de tweede plaats komt te staan. Hij heeft geen werk, woont nog bij zijn moeder thuis en gedraagt zich weinig volwassen.
- Bunny Bravo is de moeder van Johnny Bravo die hem graag bemoedert, maar die ook streng uit de hoek kan komen. Ze is een liefhebber van romantische zangers.
- Little Suzy is het buurmeisje van Johnny. Ze is nog een kind, maar valt wel op Johnny. Ze is ook erg slim. Ze vraagt Johnny steeds om bij haar te komen spelen, wat Johnny niet leuk vindt, en dan probeert haar te lozen.

In het tweede seizoen van de serie werd een aantal nieuwe karakters toegevoegd, om Johnny's wereld enigszins uit te breiden en hem meer te doen te geven:
- Carl Chryniszzwicz is een excentrieke computernerd die beweert Johnny's vriend te zijn, terwijl Johnny dat steevast ontkent. Hij wordt ook niet door Johnny als een vriend beschouwd. Zo slaat hij Carl regelmatig, vernielt hij diens uitvindingen, bekommert hij zich niet om zijn veiligheid en laat hem zelfs een keer opeten door een reuzengorilla. Carl vindt vaak diverse vreemde uitvindingen uit.
- Pops is de uitbater van de plaatselijke eettent. Johnny beschouwt hem als een vaderfiguur. Pops geeft Johnny weleens belangrijke adviezen mee, maar soms maakt hij misbruik van Johnny's naïviteit om hier een slaatje uit te slaan.
- Raymond is de stoere en brutale jongen bij Suzie in de klas. Hij maakt voor het eerst zijn tribuut toen Johnny naar een Inuitfamilie in Alaska ging en hij zijn plaats in nam. Alleen heette hij toen Mugsy. De tweede keer was toen Johnny bij Suzie in de klas kwam te zitten.

## Originele stemmen
- Jeff Bennett - Johnny Bravo
- Brenda Vaccaro - Bunny Bravo
- Tom Kenny - Carl
- Mae Whitman - Suzy
- Larry Drake - Pops
- Tom Kenny - Raymond

## Nederlandse stemmen
- Jaco Kirchjunger - Johnny Bravo[1]
- Dieter Jansen - Carl
- Marlies Somers - Suzy
- Jeroen Keers - Pops
- Ruud Drupsteen - Diverse rollen

## Citaten
- "Oh yeah... she wants me!" (meestal is dit valse hoop)
- "Oh mamma... that's gonna make this Christmas very cheap!" (wanneer zijn moeder op Moederdag vergoelijkend zegt dat de werkloze Johnny haar met zijn liefde ook zonder cadeautje blij maakt)
- "Hello, 911 emergency! Who is this pretty guy in my room? Oh, sorry, it is only me!" (nadat hij in de spiegel heeft gekeken)
- "Hi there you hot sexy mama, you wanna come over to my house and play Twister?" (een van zijn vele "hot sexy mama" openingszinnen die hem meestal slechts een pak slaag van de dame in kwestie opleveren)
- "You smell kinda pretty, wanna smell me?" (wederom een openingszin die geen succes oplevert)
- "When a woman screams, I just feel the need to be there!"
- "This body is known as a lethal love weapon"

## Metaforen
Sommige fans zeggen dat het hele plot van de tekenfilm gebaseerd is op Johnnys fantasie. Johnny Bravo zou geen gespierde, volwassen man zijn, maar een kleuter die in de tekenfilm wordt afgebeeld hoe hij zichzelf voorstelt, in plaats van hoe hij er in werkelijkheid uitziet. Dit zou verklaren waarom hij bevriend is met de zesjarige Suzie, waarom hij nog steeds bij zijn moeder woont en waarom hij telkens wordt afgewezen door vrouwen. De grove manier waarop hij afgewezen wordt is niet hoe vrouwen de kleuter Johnny daadwerkelijk behandelen, maar weerspiegelt de kwetsende manier waarop Johnny de afwijzingen ervaart.